# محافظة القدس

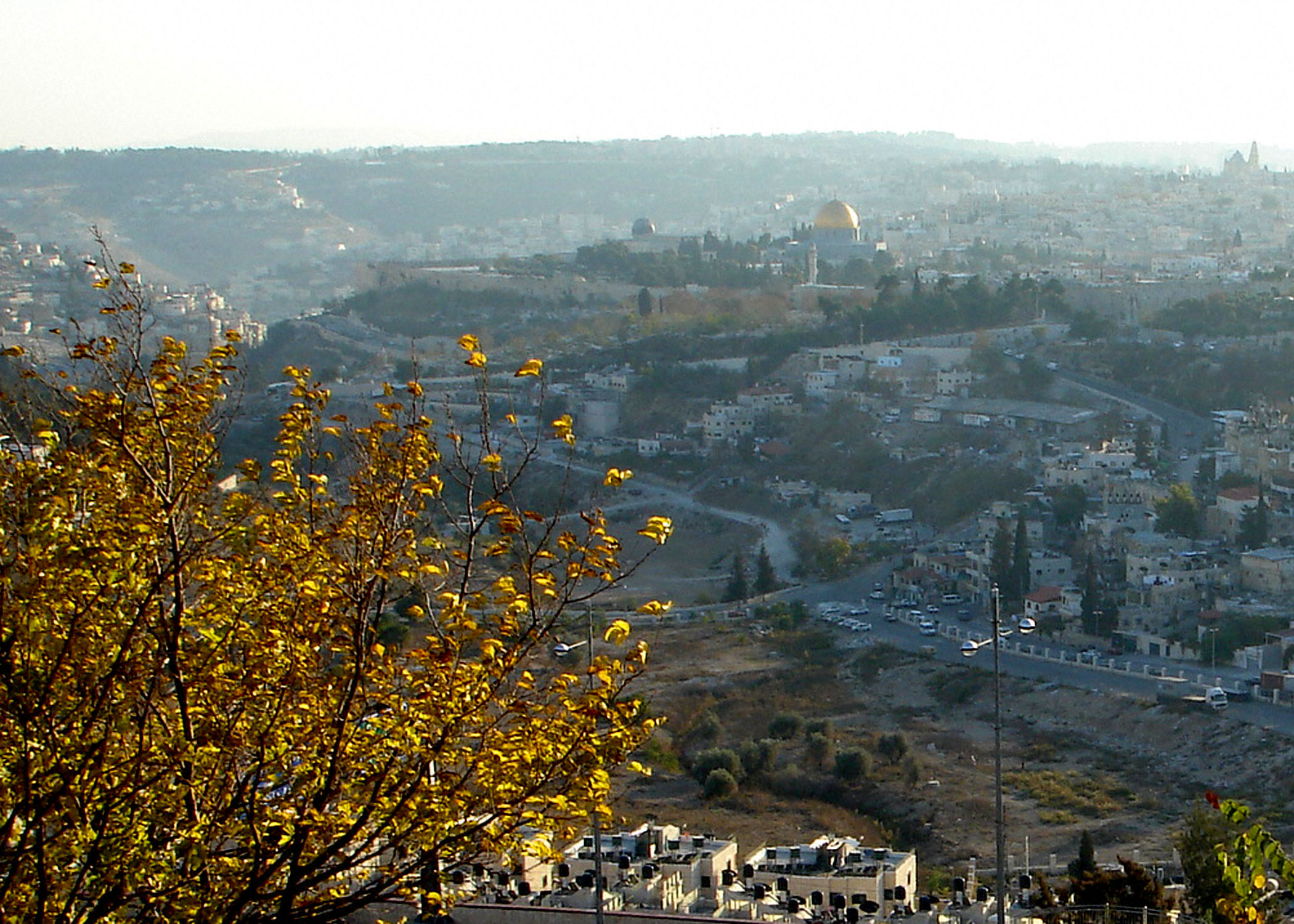
القدس الشرقية كما تبدو من جبل المشارف

محافظة القدس هي واحدة من محافظات السلطة الوطنية الفلسطينية البالغ عددها ستة عشر محافظة في دولة فلسطين وتقع في الجزء الأوسط من الضفة الغربية. لكنها ما زالت موضع خلاف وبند أساسي على أجندة المفاوضات بين السلطة الوطنية الفلسطينية وحكومة إسرائيل. ومطالبة السلطة بأن تكون القدس الشرقية عاصمة لدولة فلسطين.
محافظ المدينة الحالي والذي عُيّنَ من قبل السلطة الوطنية الفلسطينية هو عدنان غيث.
ولا يبدو أن الحكومة الإسرائيلية موافقة على هذه المطالبة عِلماً بأن القدس الشرقية احتلتها إسرائيل عام 1967 وكانت آنذاك تحت الحكم الأردني وفيها مُقدّسات إسلامية تعود إلى تاريخ مُبكّر، منذ بدء انتشار الإسلام.

## السكان
بلغ عدد سكانها حسب إحصاءات عام 2007 /600,000 نسمة على أرضٍ مساحتها 331.6 كم2.

## القرى والبلدات التابعة
أبو ديس، أبو غوش، إشوع، أم طوبا، بتير، بدّو، البريج، بيت إجزا، بيت إكسا، بيت أم الميس، بيت ثول، بيت جمال، بيت حنينا، بيت دقو، بيت سوريك، بيت صفافا، بيت عطاب، بيت عنان، بيت محسير، بيت نقوبا، بير نبالا، جبع، الجديرة، جرش، الجورة، الجيب، حزما، الخان الأحمر، خربة اسم الله، خربة العمور، خربة اللوز، دير آبان، دير الشيخ، دير الهوا، دير رافات، دير عمرو، دير ياسين، رأس أبو عمار، الرام، رافات، ساريس، سفلى، سلوان، السواحرة الشرقية، السواحرة الغربية، شرفات، شعفاط، الشيخ بدر، صرعة، صطاف، صوبا، صور باهر، الطور، عرتوف، عسلين، عقور، علار، عناتا، العيزرية، العيسوية، عين رافة، عين كارم، عين نقوبا، قالونيا، القبو، القبيبة، القسطل، قطنة، قلنديا، كسلا، كفر عقب، لفتا، المالحة، مخماس، النبي صموئيل، الولجة.
رأس العامود، الشيخ جراح، وادي الجوز، جبل الزيتون، جبل المكبر.

## المحافظون
| الرقم | الاسم           | تاريخ البدء    | تاريخ الانتهاء | ملاحظات |
| ----- | --------------- | -------------- | -------------- | ------- |
| 1     | جميل عثمان ناصر | 20 يناير 1996  | 25 نوفمبر 2005 |         |
|       | قائم بالأعمال   |                |                |         |
| 2     | عدنان الحسيني   | 15 سبتمبر 2008 | 2018           |         |
| 3     | عدنان غيث       | 31 ديسمبر 2018 | لا يزال        |         |